# Михаил Минков
Проф. Михаил Минков е български антрополог.

## Биография
Завършва висшето си образование през 1987 г. в Софийския университет. В периода от 1995-1998 г. той изучава управленски науки в словенското бизнес училище IEDC. Там ръководи асоциацията CEEMAN (Central and East European Management Development Association), която обединява над 100 организации от 40 страни.
Михаил Минков преподава „Междукултурни различия и организационно поведение" във Висше училище по мениджмънт. Той е ученик на Хеерт Хофстеде, холандския основоположник на статистическия подход към съвременната културна антропология, и понастоящем негов сътрудник и съавтор (заедно с още двама изследователи) на най-новата версия на Values Survey Module – изследователски проект за измерване на културни различия. Минков е също официален рецензент на статии в Journal of Cross-Cultural Psychology – едно от най-престижните списания в света на психологията и социалните науки.
От юношеските си години Михаил Минков посещава, живее, учи и работи в различни културни среди: първо във Френския лицей Ла Марса в Тунис, а по-късно на Фьорските острови (Дания), в Норвегия, Великобритания, САЩ и Словения. Получил е магистърска степен по английски език и литература от Софийския университет (1988), а след това и докторска степен по социална антропология (2010).

## Творчество
Публикувал е множество статии в областта на езиците, културата и управленските науки, отпечатани на български, френски и словенски в Белгия, България, Словения, Великобритания и САЩ. Той е първият и единствен преводач от староисландски на български, от староанглийски на френски, а също и единственият автор на граматика на ромския език в Западна България (публикувана в САЩ).
През 2007 година излиза книгата на Михаил Минков What Makes Us Different and Similar; A New Interpretation of The World Values Survey, в която авторът говори за нови културни измерения, неизвестни дотогава в науката. Книгата получава бързо признание във водещите академични кръгове в света. Списание International Journal of Cross-Cultural Management назначава Питър Смит – един от най-известните изследователи в областта на междукултурните различия – за рецензент на книгата и одобрява за издаване положителната му рецензия. Списание Cross Cultural Research одобрява статията на Минков, в която се доказва връзката между гордост и нисък образователен успех, а Хеерт Хофстеде приема новите културни измерения на Минков и ги включва в новия Values Survey Module, който понастоящем съдържа въпроси за седем измерения – петте класически измерения на Хофстеде плюс двете нови на Минков.
В България е издадена книгата му "Защо сме различни?". Последната книга на Михаил Минков (2007 г.) – „Европейци сме ний, ама...“ България върху културната карта на света" (изд. Класика и Стил).